# 延岡学園高等学校・尚学館中学校
延岡学園高等学校・尚学館中学校（のべおかがくえんこうとうがっこう・しょうがっかんちゅうがっこう）は、宮崎県延岡市大峡町にある私立高等学校・中学校。
尚学館中学校は、延岡学園高等学校の普通科尚学館高等部コース（以下、尚学館高等部）と接続して中高一貫教育を行っているが、同コースは基本的に尚学館中学校卒業生のみしか受け付けていないため、高校の他のコースとは区別されている。また、2006年度より尚学館小学校を開設し、県内初の小中高一貫校となった。

## 沿革
- 1951年（昭和26年） - 延岡高等経理学校として発足、学校教育開始。
- 1955年（昭和30年） - 延岡学園高等経理学校に改称。
- 1965年（昭和40年） - 可愛ヶ丘高等学校に改称。
- 1966年（昭和41年） - 延岡学園高等学校に改称。
- 1991年（平成03年） - 尚学館中学校を設置。

## 設置学科
- 調理科
- 普通科
  - キャリアプランニングコース（CPコース）
    - 資格取得特化
    - 進学特化

  - アドバンスコース（ADコース）
    - アスリート特化
    - 学問特化

  - 音楽専攻
- 尚学館高等部コース（中高一貫コース）

## 交通アクセス
- 北延岡駅より宮崎交通延岡学園前バス停、赤土バス停の他スクールバスの運行あり

## 部活動
- 硬式野球部

1978年第60回全国高等学校野球選手権大会に宮崎県代表として初出場。春夏通じて初の甲子園出場。3回戦進出。
1991年第73回全国高等学校野球選手権大会に出場。
1994年第76回全国高等学校野球選手権大会に出場。
2000年第82回全国高等学校野球選手権大会に出場。
2003年第75回選抜高等学校野球大会に宮崎県代表として初出場。
2006年第78回選抜高等学校野球大会に出場。
2006年第88回全国高等学校野球選手権大会に初の春夏連続での出場。
2010年第92回全国高等学校野球選手権大会に出場。32年ぶりに初戦突破。
2013年第95回全国高等学校野球選手権大会に出場、春夏通じて県勢初の決勝に進出し準優勝。
2018年第90回記念選抜高等学校野球大会に出場。
- 男子バスケットボール部

2005年全国高等学校総合体育大会に出場し優勝。
2008年全国高等学校総合体育大会に出場し優勝。
2011年全国高等学校総合体育大会、国体、ウィンターカップに出場。3大会とも優勝し初の3冠を獲得した。
2012年全国高等学校総合体育大会、ウィンターカップに出場。2大会とも2年連続優勝。
- 弓道部

2014年全国高等学校弓道選抜大会で女子団体が優勝した。
2018年全国高等学校総合体育大会で男子団体が優勝した。

## 著名な出身者

### 野球
- 松浦英信
- 黒木知宏
- 黒木純司
- 草野大輔
- 梶原康司
- 宮本大輔
- 神内靖
- 小幡竜平
- 藤田和樹

### バスケットボール
- 高橋昌史
- 坂本ジェイ
- ファイ・パプ月瑠
- 月野雅人
- 前田陽介
- 重永和樹
- 岡本飛竜
- 内村祥也
- 永吉佑也
- ベンドラメ礼生

### バレーボール
- 中尾巴美
- 新鍋理沙
- 内瀬戸真実
- 山形理沙子
- 浮島杏加子
- ムヤカバング・フランシス（在校時はバスケットボール部所属）
- 長友真由

### その他
- 松田丈志（競泳選手）
- 大和富士充（相撲）
- 橋口祐葵（柔道）

### 芸能界
- NOISY（SEX MACHINEGUNS）
- MOCA（ベリーグッドマン）

## 不祥事
2018年6月17日、長崎県大村市で開催されていた全九州高校体育大会のバスケットボール男子準決勝「延岡学園高等学校 - 福岡大学附属大濠高等学校」の試合で、当校に所属する15歳のコンゴ民主共和国からの留学生の選手が試合中にファウルを取られたことに腹を立てて審判の顔面を殴り、審判の男性が病院に搬送されて10針縫う怪我を負った。試合は中止され、福岡大学附属大濠高校の勝利とする没収試合となった。試合後、留学生の選手は長崎県警大村署で任意の事情聴取を受け、学校側はこの留学生の選手を寮で謹慎の処分とし、男子バスケ部の練習も自粛させた。校長らが18日に校内の記者会見で陳謝し、23日からの天皇杯県予選の出場辞退を発表した。同21日、この留学生の選手と学校関係者は審判に謝罪したが、審判は「（選手への）処罰感情は無い」と述べ、警察の事情聴取終了後示談が成立したという。8月の全国高校総合体育大会の出場については対応を協議するとしていたが、同月23日、「全国高校総合体育大会出場は辞退」「6月23日から3カ月間、男子バスケ部は対外試合自粛」「指導責任者の川添裕司監督を25日付で解任、（後任には尚学館中学校監督で同部コーチを務めていた楠元龍水教諭又、川添教諭は2019年4月より女子バスケ部監督に就任）教諭としても無期限停職処分。（9月1日より復職）また管理責任者の佐々木雅彦理事長、佐藤則夫校長（現在は退職）、佐々木博之教頭（現在は尚学館中学校副校長）の給与を7月分から3カ月間減給」「留学生は自主退学し6月中に帰国させる」という処分を発表。一連の処分内容を全国高等学校体育連盟に報告した。また12月の全国高校選手権については「できれば出場させたい」との考えを表明した。学校側は意思疎通など留学生への対応に不十分な点があったことを認め、「留学生の受け入れ態勢や生活環境の再整備が必要であり、今後の留学生受け入れは白紙」との認識を示した。なお、練習を自粛していた男子バスケ部は女子バスケ部監督らの下で24日に練習を再開しているが、他にも留学生がおり、週1回必ずミーティングを行うようにさせる、という。
2020年、暴行を受けた審判の男性が学校側に対し損害賠償を求め提訴したことがわかった。